# Joanna Helander
Joanna Helander de domo Koszyk (ur. 15 stycznia 1948 w Rudzie) – polska fotografka, reżyserka filmów dokumentalnych, pisarka i tłumaczka. Dokumentalistka życia codziennego w PRL-u oraz autorka filmowych i fotograficznych portretów przedstawicieli polskiej kultury. Mieszka i pracuje w Göteborgu oraz Krakowie.

## Życiorys
Córka Emilii (z domu Hajduga) i Gerarda Koszyka, pochodzącego z niemieckojęzycznej żydowskiej rodziny, do czasów II wojny światowej zamieszkującej Śląsk Opolski. Studiowała romanistykę na Uniwersytecie Jagiellońskim w Krakowie. Brała udział w studenckich zajściach Marca 1968. W tym samym roku została skazana na dziesięć miesięcy więzienia za protest przeciwko inwazji krajów Układu Warszawskiego na Czechosłowację. W więzieniu poznała kobiety z różnymi doświadczeniami życiowymi. Twierdzi, że dzięki temu szybko dojrzała. Po opuszczeniu więzienia, zawieszona w prawach studenta, powróciła do Rudy Śląskiej, a w 1971 roku wyemigrowała do Szwecji, gdzie związała się z kręgami intelektualnymi i artystycznymi. W 1976 roku ukończyła studium fotografii w Göteborgu. Po pięciu latach na emigracji rozpoczęła swoje nieustające powroty do ojczyzny, które odtąd będą głównym źródłem inspiracji w jej pracy artystycznej. W 1978 roku ukazała się w Szwecji jej pierwsza książka Kobieta: en bok om kvinnor i Polen, cykl fotografii i wywiadów z kobietami w Polsce, ukazujących ich życie codzienne w PRL-u. W 1983 roku została Fotografem Roku w Szwecji.

### Działalność na rzecz kultury niezależnej w PRL-u
Utrzymując kontakty z ludźmi kultury zaangażowanymi w opozycję demokratyczną w Polsce doprowadziła do prezentacji kultury niezależnej w zorganizowanym festiwalu polskiej sztuki, teatru i filmu w Szwecji w 1981 roku. Wzięli w nim udział m.in. artyści Grupy Wprost, Teatr Ósmego Dnia, Ryszard Krynicki oraz Agnieszka Holland. Zaprezentowała wtedy diaporamę Niech żyje Polska opartą na własnych fotografiach i wierszach Ryszarda Krynickiego oraz opracowała antologię Knebel i słowo, w której znalazły się wiersze Stanisława Barańczaka w jej tłumaczeniu na szwedzki oraz m.in. teksty Teresy Torańskiej, Aldony Jawłowskiej, Elżbiety Morawiec i Tadeusza Nyczka.
W latach 1981–1982 była współorganizatorką (wraz z Bo Perssonem) uroczystości w Folkets Hus w Sztokholmie, z której dochody przeznaczone były dla więźniów politycznych w Polsce. Przy tej okazji ukazała się w Szwecji książka Polska vinterbrev z tekstami Leszka Kołakowskiego, Stanisława Barańczaka, Sławomira Mrożka i jej fotografiami. Dla radia szwedzkiego przygotowała audycję opartą na poemacie Stanisława Barańczaka Przywracanie porządku, dla Telewizji Szwedzkiej Pancernik Potiomkin z wierszami Zbigniewa Herberta, Juliana Kornhausera, Ryszarda Krynickiego oraz nakręcony w ukryciu w Polsce filmowy reportaż Widokówka z podziemia, opowiadający o trudnym położeniu nonkonformistycznych artystów w Polsce.
W latach 1985–1986 wraz z Bo Perssonem reżyserowała w Moderna Museet w Sztokholmie poetycki kabaret Polska jest snem szaleńca, oparty na wierszach Mirona Białoszewskiego, Zbigniewa Herberta, Czesława Miłosza i Wisławy Szymborskiej oraz przedstawienie poetycko-muzyczne Rozdarty jest mój płaszcz z tekstami Brunona Schulza, Nelly Sachs i Paula Celana. 

## Twórczość

### Książki i albumy fotograficzne
- Kobieta. En bok om kvinnor i Polen (Fyra förläggare, 1978, ISBN 91-85246-23-9)
- Munkavlen och Ordet (Maneten Publishing House & Nya Pustervik Kultur AB, 1981, ISBN 91-75760-02-9)
- Gerard K – Breven från Polen (książka o ojcu i losach śląskiej rodziny, Norstedts Publishing House, 1986, ISBN 91-18635-02-4)
- Planeten Fantasmagori (zdjęcia: Joanna Helander, wiersze: Ryszard Krynicki, teksty: Adam Michnik, Stanisław Barańczak, przekład: Bo Persson, Joanna Helander i Göran Tunström, Café Existens Publishing House, 1994, ISBN 91-86054-28-7)
- Powroty. Fotografie / Returning. Photographs (katalog wystawy prezentowanej w Galerii Sztuki Współczesnej Biura Wystaw Artystycznych w Katowicach, teksty: Joanna Helander, Walter Laqueur, Ryszard Krynicki, Stanisław Barańczak, Hans Magnus Enzensberger, Leonard Neuger, Wydawnictwo a5, 1994, ISBN 83-85568-10-7)
- Återkomster (szwedzki katalog do filmu Återkomster, teksty: Joanna Helander i Birgitta Trotzig, Kino Koszyk & Folkets Bio, 1994)
- Om Hon från Polen vore Här / Gdyby ta Polka była w Szwecji (teksty i wiersze: Wisława Szymborska, Czesław Miłosz, Werner Aspenström i Tomas Tranströmer zdjęcia: Joanna Helander, Almlöfs Förlag, 1999, ISBN 91-88712-07-9, polskie wydanie: Społeczny Instytut Wydawniczy Znak, 1999, ISBN 9-7006-962-2)
- Podróże po Polsce i innym świecie. Fotografie / Journeys in Poland and another world. Photographs (publikacja towarzysząca wystawie zdjęć w Centrum Kultury Żydowskiej, teksty: Ida Fink, Walter Laqueur; wiersze: Ryszard Krynicki, Ewa Kuryluk, Judith Herzberg oraz Nelly Sachs; Fundacja Judaica, 1999, ISBN 83-907715-5-1)
- Spår av Tid (teksty: Joanna Helander, Paweł Huelle, Mikael Kihlman, Jacek Szewczyk, Örjan Wikström, Adam Zagajewski i Czesław Miłosz; Almlöfs Förlag, 2000, ISBN 91-88712-11-7)
- Ängeln på min gård / Anioł z mojego podwórka (książka z pocztówkami, Kino Koszyk Publishing wraz z Ars Cameralis Katowice, 2003, ISBN 91-63145-25-1)
- I hjärtat av Europa (tekst: Władysław Bartoszewski, zdjęcia: Joanna Helander, Bokförlaget Atlas, 2007, ISBN 978-91-73892-11-7)

### Wystawy
Ważniejsze wystawy fotograficzne indywidualne i grupowe:
- „Pierwszy Powrót" (Göteborg 1976)
- „Polska i stan wojenny” (USA 1982-1985)
- „25 fotografików” (Göteborg 1987)
- „Kobiety i fotografia nordycka” (Oslo 1988, Kopenhaga 1989)
- „150 lat fotografii” (Mölndal 1989)
- „Fotografie i grafika” z Janem Szmatlochem (Galeria Brama, Gliwice 1993)
- „Polen x 2” ze Zbylutem Grzywaczem (Norrtälje Konsthall 1995)
- „Fotografie i instalacje” z Ewą Kuryluk (Gerlesborg 1996)
- „Coincidence XV” (Galleri Ignis, Kolonia 1998)
- „Kobieta” (Kraków, Warszawa, Poznań, Wrocław, Katowice, Bolesławiec, Wałbrzych, Lublin, Szczecin, Bielsko-Biała 1979-1982)
- „Obrazki z Polski” (Berlin Zachodni 1988, Hamburg 1990, Kraków 1992, Sztokholm 1993)
- „Listonosz z Hauterives” (Sztokholm 1987, 1991)
- „Moje 20 lat z Teatrem Ósmego Dnia” (Sztokholm, Göteborg, Lund, Kraków, Poznań, Brema, Loccum, Katowice, Oldenburg, Gerlesborg 1992-1997)
- „Mój Śląsk” oraz „Portrety pisarzy i artystów” (Muzeum Miejskie, Gliwice 1996, Miskolci, Węgry 1997, Palais Jalta, Frankfurt am Main 1997)
- „Noblistka, Wisława Szymborska” (Biblioteka Jagiellońska, Kraków 1996, Biblioteka Uniwersytecka, Uppsala 1996, Biblioteka Uniwersytecka, Katowice 1997)
- „Raport z niespodziewanej wizyty Wisławy Szymborskiej w Sztokholmie” (Instytut Polski, Sztokholm 1997, Teatr Mały, Tychy 2005)
- „Teatr Ósmego Dnia i inne zdjęcia” (Mediarummet, Sztokholm 1998)
- „Podróże po Polsce i innym świecie” (Centrum Kultury Żydowskiej, Kraków 1999, Centrum Sztuki Współczesnej Zamek Ujazdowski, Warszawa 1999, Theather Gallus, Frankfurt 2000)
- „Powroty ciąg dalszy” (Teatr Ósmego Dnia, Poznań 2001)
- „Ślady czasu”, fotografie Joanny Helander oraz grafiki Jacka Szewczyka, Mikaela Kihlmana, Örjana Wikströma (Zamek Kalmar, Galeria Pod Podłogą, Lublin, BWA Jelenia Góra 2003)
- „Kolor ale nie tylko” (Teatr Ósmego Dnia oraz Urząd Miejski, Poznań 2004)
- „Subtelności śląskie” (Instytut Mikołowski, Mikołów 2004)
- „Portrety” (Baltic Center, Visby 2004)
- „Ludzie z Zatoki Królewskiej” (Kungsviken Harrys Galleri, Biblioteka Miejska, Henån 2004 oraz Teatr Mały, Tychy 2005)
- „Czarno-białe, ale nie tylko” (Galleri Rosengångern, Lerum 2006)
- „Dokumentalistki” – wystawa zbiorowa (Galeria Zachęta, Warszawa 2008)
- „Teatr Mon amour” (Lund oraz Biblioteka w Arvika 2008)
- „Teatr Ósmego Dnia” (Teatr Łaźnia Nowa – w ramach Festiwalu Sztuk Społecznych i Politycznych "Mury", Kraków 2010)
- „Fotografie – przegląd” – Galeria Bla Huset, Göteborg 2011
- „Baby Patrzą. Fotografie 1976-2012” – wystawa retrospektywna podczas Miesiąca Fotografii w Krakowie, 2019
- „Jedyne. Nieopowiedziane historie polskich fotografek”, wystawa zbiorowa (Dom Spotkań z Historią, Warszawa 2021-2022)

### Filmy
- Pocztówki z podziemia (1981)
- Niech żyje Polska (1981)
- Teater Åttonde Dagen / Teatr Ósmego Dnia (1992)
- Återkomster / Powroty (1994)
- Tvillingarna från Kraków / Bliźniaczki z Krakowa (1994)
- Babcia
- Kto jest dobrym ojcem
- Opowieść o Gerardzie K.
- Walc z Miłoszem (2011)
- "Zaklinacz deszczu" (2011), 9 min, dla Juliana Kornhausera
- "Gdyby ta Polka była z nami", 10 min (pokaz w MOCAK-u w trakcie spotkania poświęconego Wisławie Szymborskiej, luty 2012 oraz w Muzeum Nobla w Sztokholmie, kwiecień 2011)
- "Wieczorem patrzą na księżyc" (2012) – film w przygotowaniu
- "Światy Zbyluta" (2013) – film w przygotowaniu

### Przekłady, publikacje i artykuły prasowe
Oprócz pracy artystycznej zajmuje się tłumaczeniem na język szwedzki oraz pisze i publikuje w czasopismach na całym świecie, m.in. w Niemczech, USA i krajach skandynawskich. Jest autorką tłumaczeń wierszy oraz tekstów m.in. Adama Zagajewskiego, Ryszarda Krynickiego, Stanisława Barańczaka, Władysława Bartoszewskiego i Juliana Kornhausera. W 2007 roku ukazała się w Szwecji książka Władysława Bartoszewskiego „Warto być przyzwoitym” w tłumaczeniu Joanny Helander i Bo Perssona, ilustrowana m.in. fotografiami Joanny Helander.
Jest autorką tekstu do katalogu wystawy Julii Pirotte "Twarze i dłonie" w Żydowskim Instytucie Historycznym w 2012 roku.
W Polsce jej fotografie ukazały się w wielu publikacjach, m.in. w poświęconej Wisławie Szymborskiej książce Anny Bikont i Joanny Szczęsnej Pamiątkowe rupiecie, przyjaciele i sny (Prószyński i S-ka, 1997) oraz w wielu czasopismach i wydawnictwach. Jest autorką albumu o noblistce Wisławie Szymborskiej "Gdyby ta Polka była w Szwecji (1999).
W prasie polskiej ukazało się wiele wywiadów z artystką, m.in. w „Na Głosie”, „Rzeczpospolitej”, „Gazecie Wyborczej”, „Odrze”, w czasopiśmie „Śląsk”. Telewizja Polska poświęciła jej program Joanny Gromek pod tytułem „Ślązaczka z Göteborga” oraz jeden z programów Kazimierza Kutza „Na wesoło, czyli smutno”. Andrzej Klamt poświęcił jej fragment filmu „Kim jestem”.

## Odznaczenia, nagrody i wyróżnienia
- Krzyż Wolności i Solidarności (2012)[5]

Nagrody i wyróżnienia (w układzie chronologicznym)
- Fotograf Roku w Szwecji (1983)
- Nagroda specjalną The Human Rights Prize za film Teatr Ósmego Dnia na Pärnu International Film Festival w Estonii (1993)
- Nagroda specjalna za film Powroty na 30. Międzynarodowym Festiwalu Filmowym w Karlowych Warach (1995)
- Nagroda Miasta Göteborg
- Nagroda Landsorganisationen
- Nagroda Literacka Johna Cassavetesa przyznawana przez Bokförlaget Korpen (1999)
- Dyplom honorowy Ministra Spraw Zagranicznych Władysława Bartoszewskiego za promowanie kultury polskiej zagranicą (2001)
- honorowe obywatelstwo Rudy Śląskiej (30 listopada 2017)[6]

Była też wielokrotnie stypendystką Związku Pisarzy Szwedzkich oraz Związku Artystów w Szwecji.